# تی اند تی کلارک
تی اند تی کلارک (انگلیسی: T&T Clark) یک شرکت نشر بریتانیایی است که در ادینبرو، اسکاتلند، در سال ۱۸۲۱ تأسیس شد و اکنون به عنوان اثری از انتشارات بلومزبری وجود دارد.